# Nationaal park Northumberland
Nationaal park Northumberland (Engels: Northumberland National Park) is een nationaal park in het noorden van Engeland. Het park werd opgericht in 1956, is 1030 vierkante kilometer groot en ligt in het graafschap Northumberland. Het park strekt zich uit van de grens met Schotland tot net ten zuiden van de muur van Hadrianus. Het nationaal park is een van de dunst bevolkte en minst bezochte van het Verenigd Koninkrijk. Het landschap bestaat uit de heuvels en dalen van de Cheviot Hills, heide en bos.

## Afbeeldingen

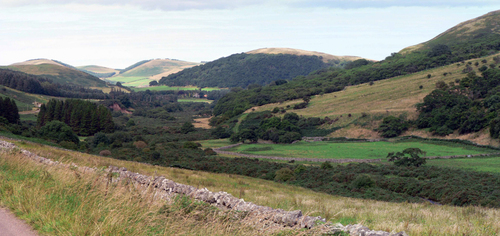
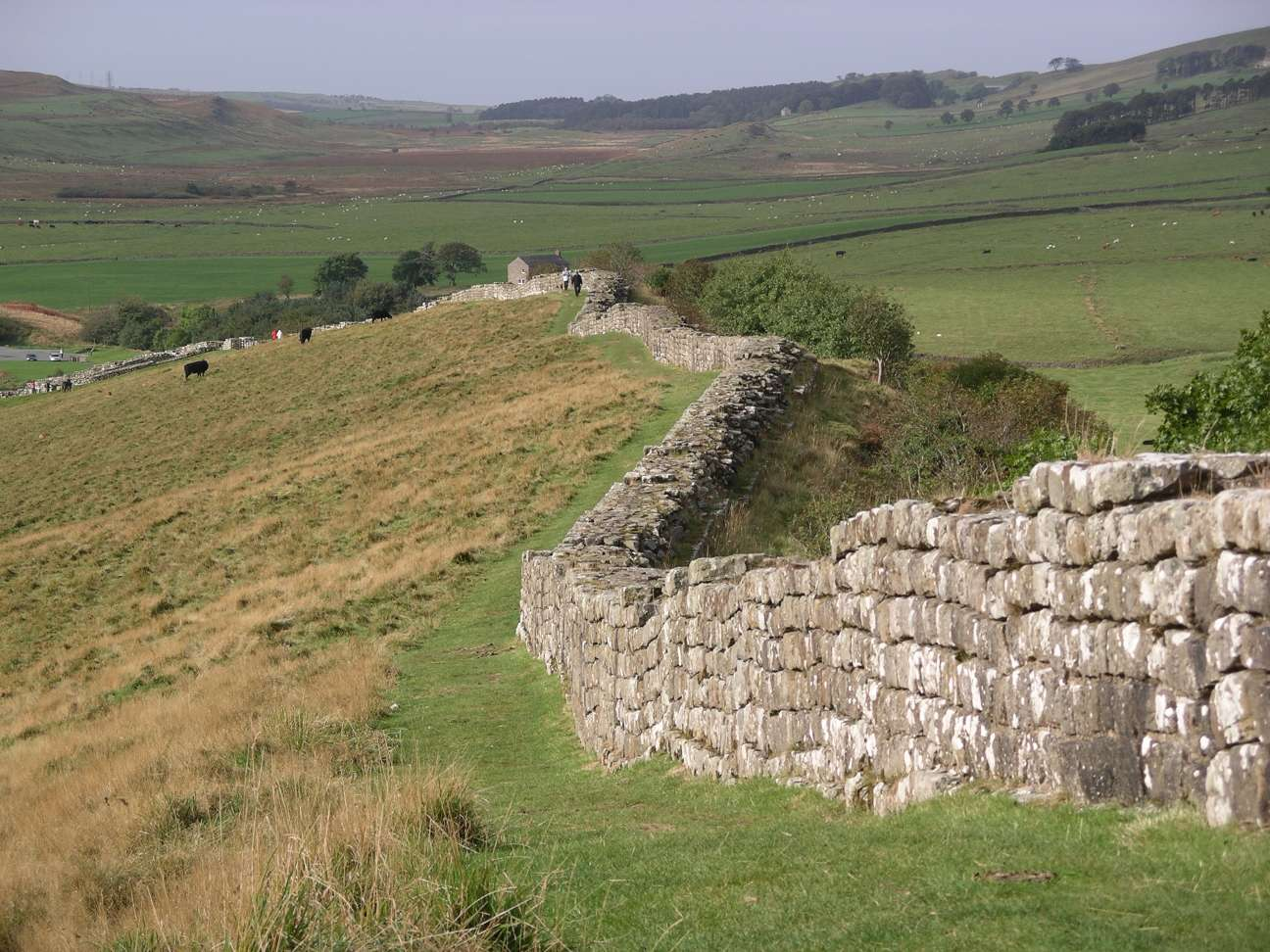
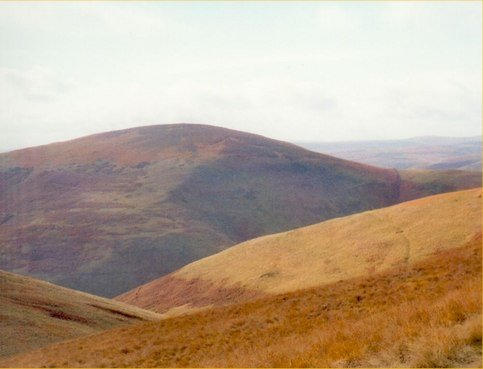
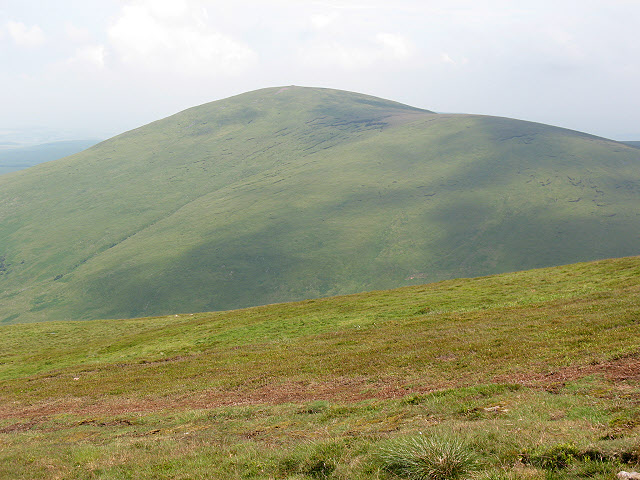
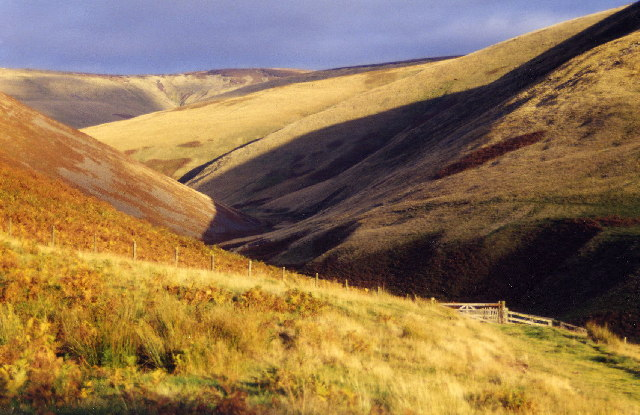
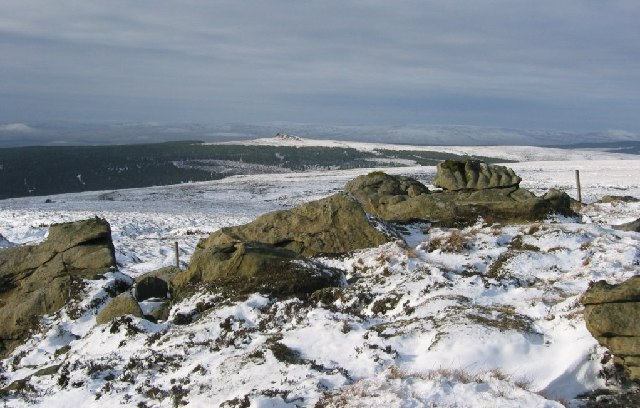
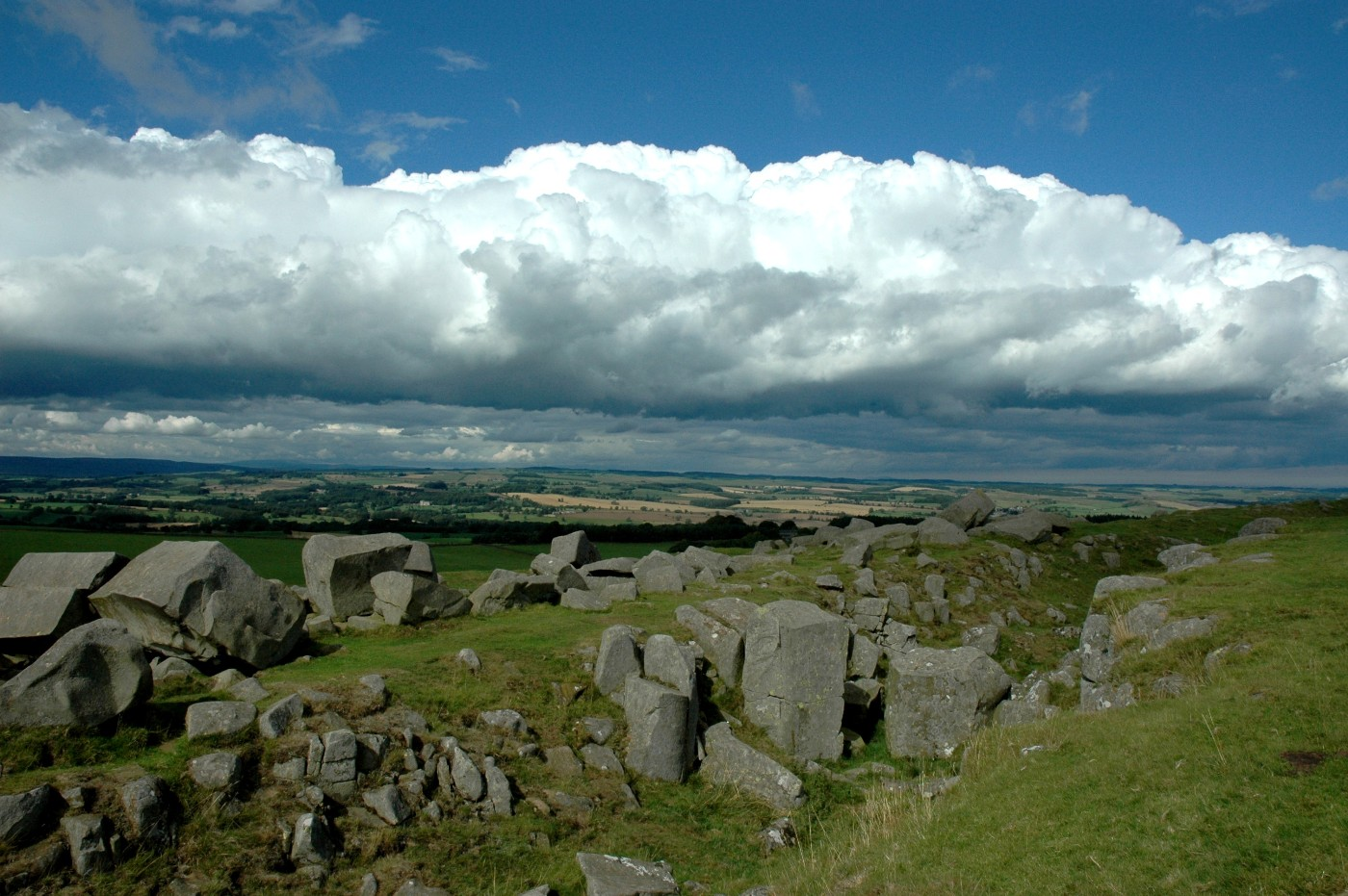
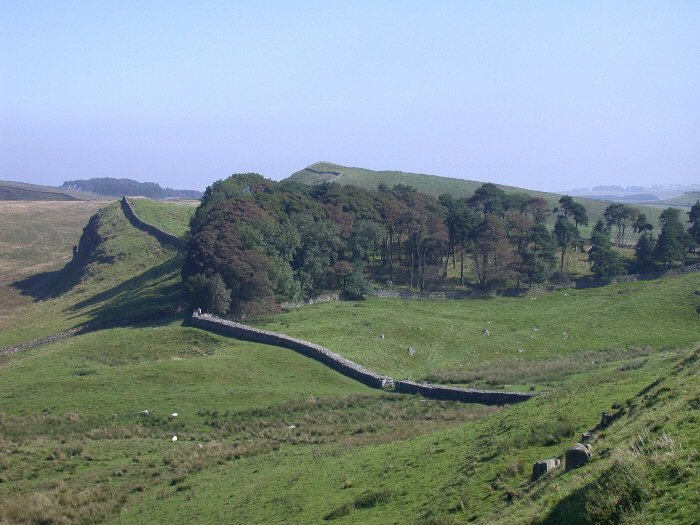
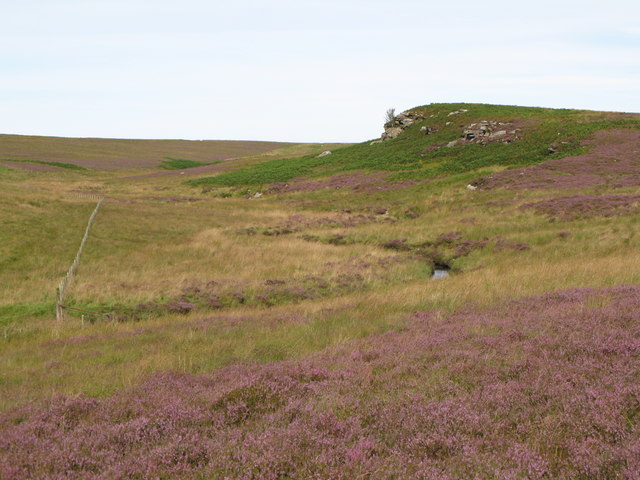
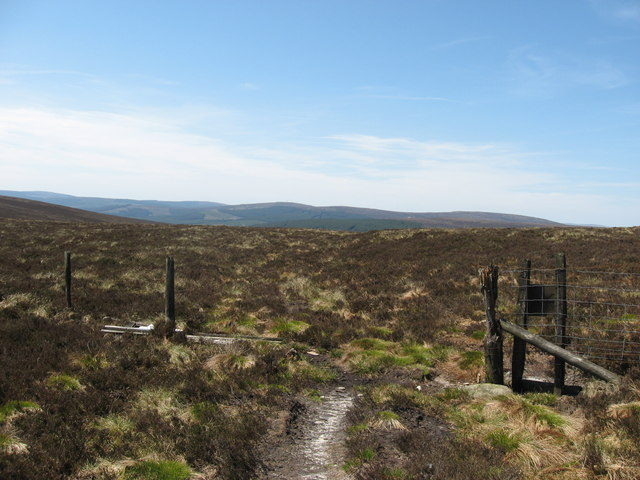
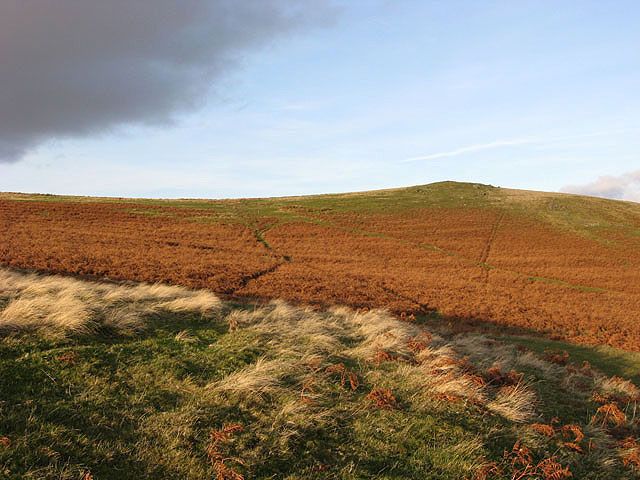